# Royal Canal

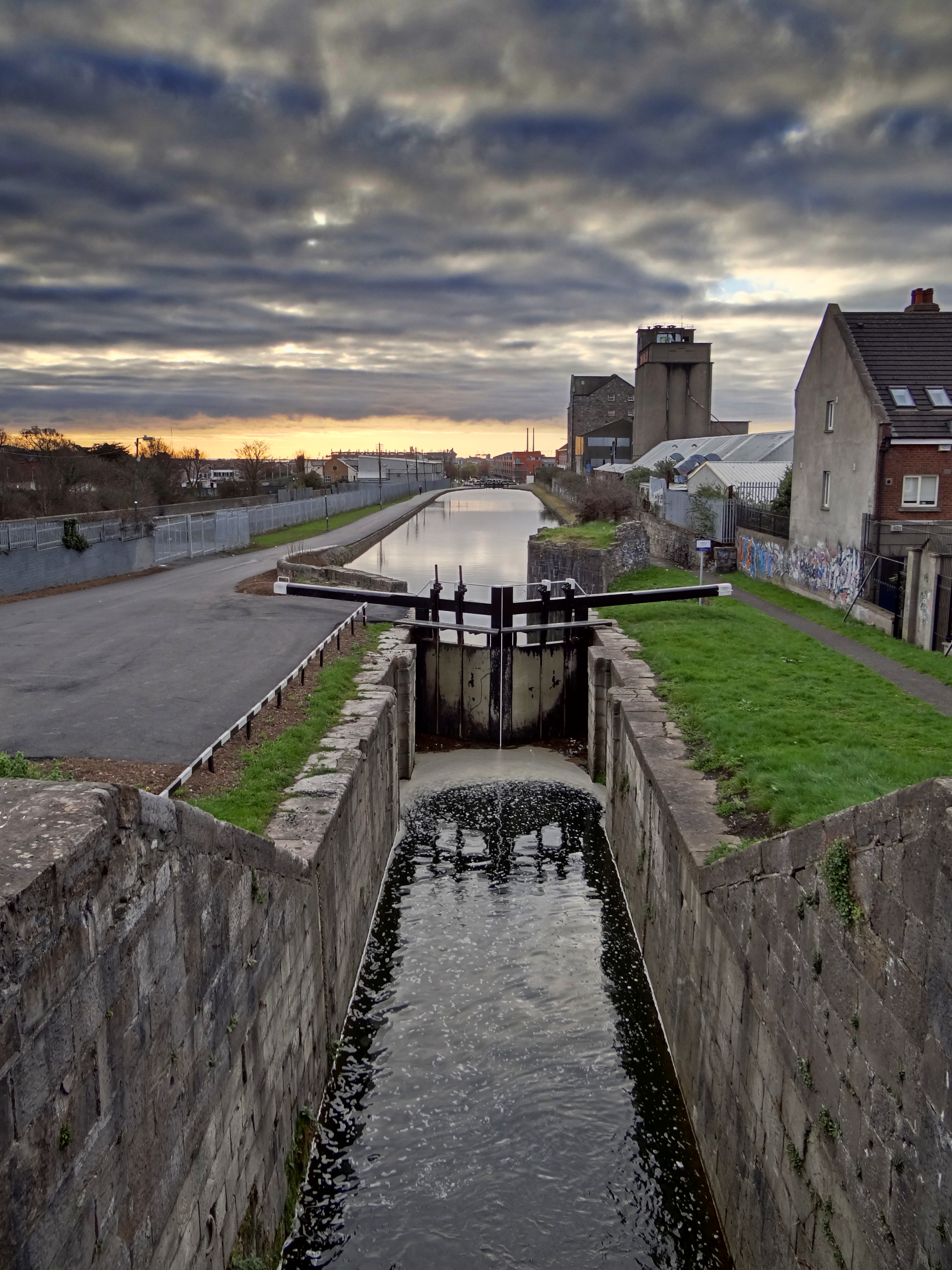
Le Royal Canal, entrée à Dublin.

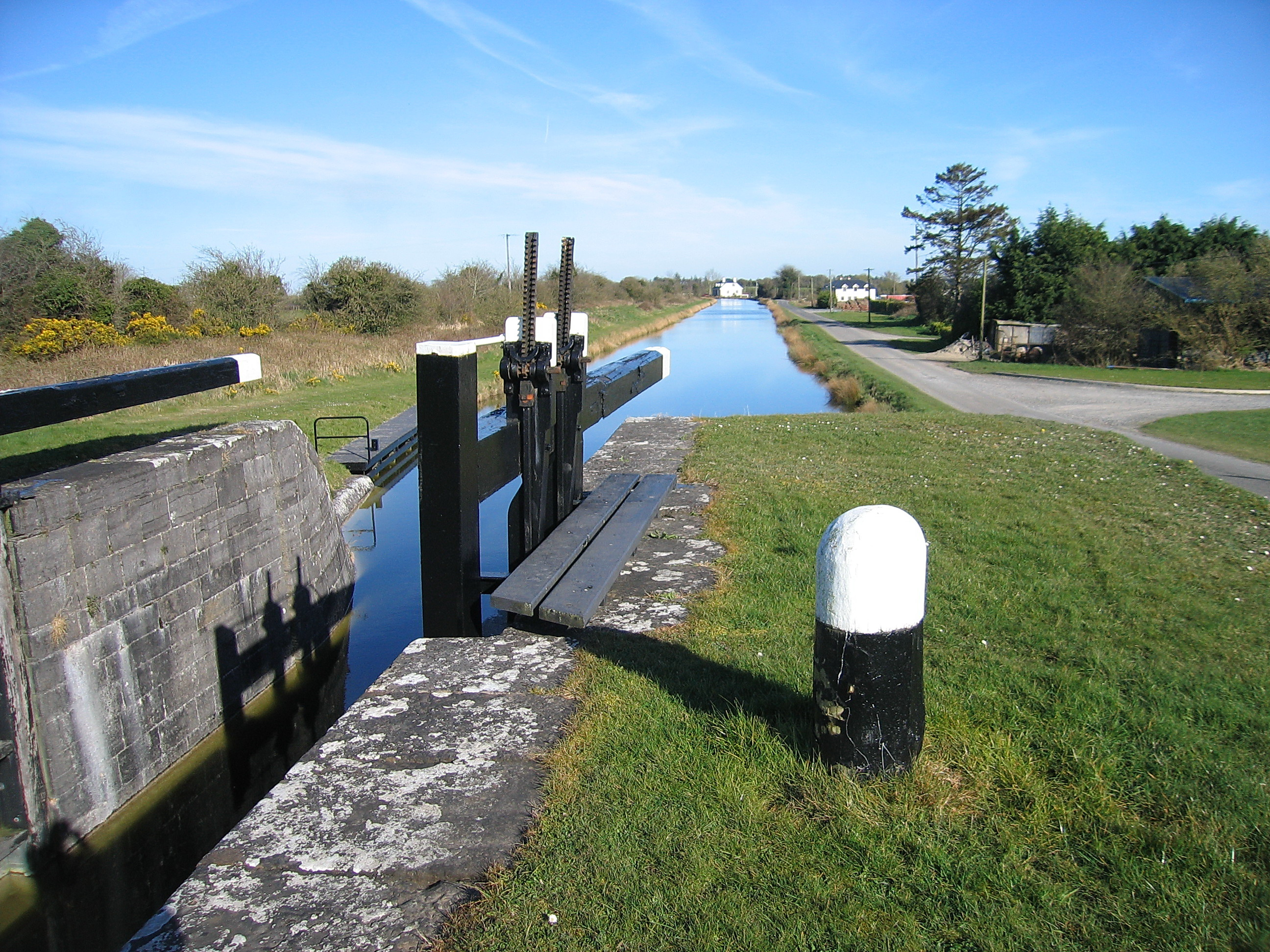
Le Royal Canal dans le comté de Westmeath, au nord de Kinnegad.

Le Royal Canal (en gaélique, An Chanáil Ríoga) est un canal construit à l'origine pour le transport de marchandises et de passagers de Dublin à  Longford en Irlande. C'est l'un des deux canaux jumeaux reliant Dublin à la Shannon. Il a été construit en concurrence directe avec le Grand Canal. 
Le canal est tombé en ruine à la fin du XXe siècle mais une grande partie a depuis été restaurée pour la navigation. La quasi-totalité du canal jusqu'à la Shannon a été rouverte le 1er octobre 2010 mais un dernier embranchement, vers Longford Town, reste fermé.

## Histoire

### Construction

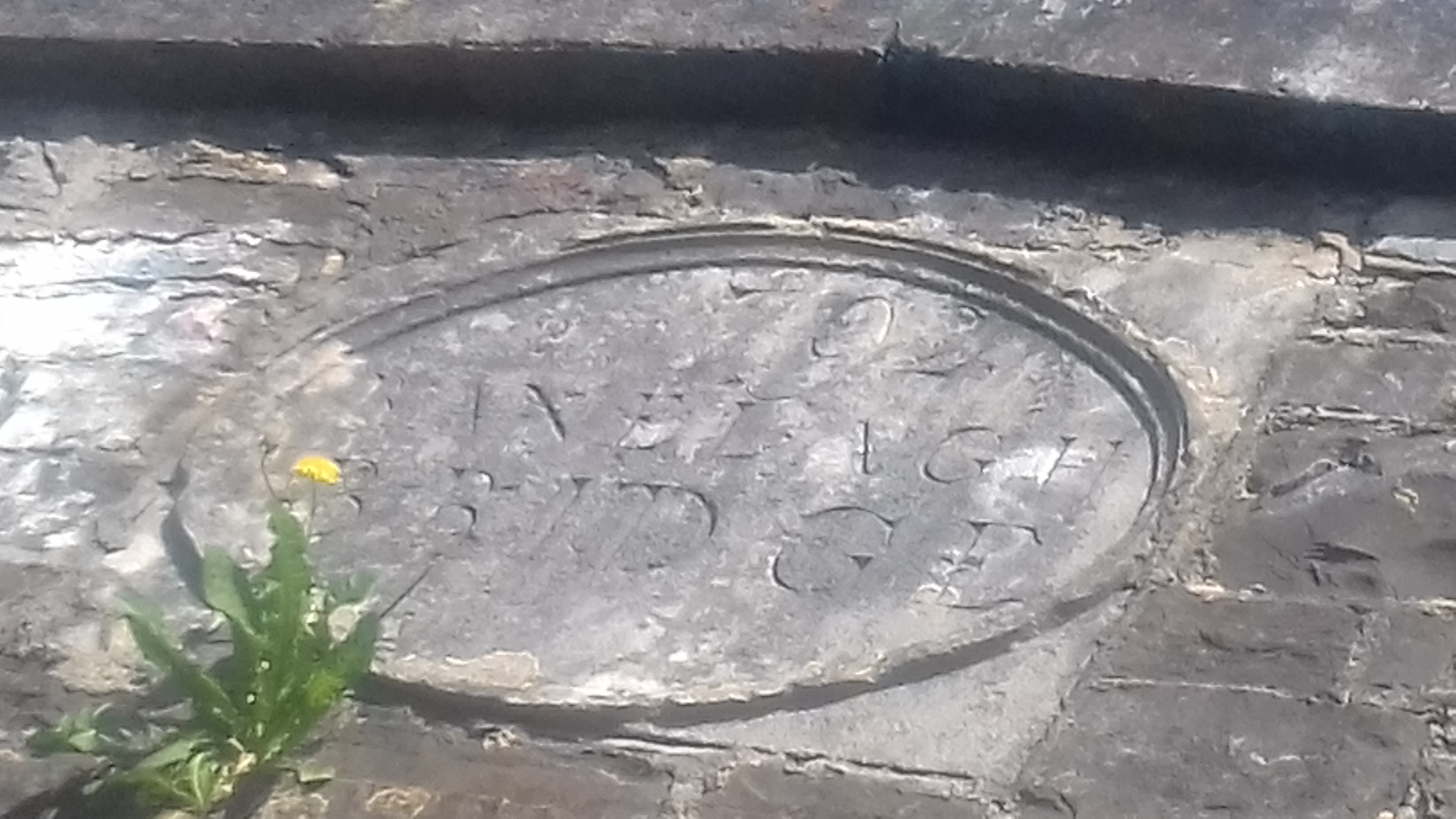
Plaque près de la 12e avec l'inscription : '1790 Ranelagh Bridge'.

En 1755, Thomas Williams et John Cooley mènent une étude pour trouver une voie navigable artificielle à travers le nord du Leinster, de Dublin au Shannon. Ils prévoient à l'origine d'utiliser une série de rivières et de lacs, dont la Boyne, Blackwater, Deel, Yellow, Camlin et Inny et Lough Derravaragh. Un directeur mécontent de la Grand Canal Company a demandé de l'aide pour construire un canal de Dublin à Cloondara, sur le Shannon dans le comté de Longford ouest.
Les travaux sur ce projet d'importance ont commencé en mai 1790 à Cross Guns Bridge, Phibsborough, en direction de l'ouest vers Ashtown. Ceci est commémoré sur la plaque sous la clé de voûte du pont Ranalagh. Vingt-sept ans plus tard, en 1817, le canal atteint le Shannon.
Le coût total de la construction est de 1 421 954 £. La construction est étonnamment chère et le projet est semé de problèmes ; en 1794, la Royal Canal Company est déclarée en faillite. Le duc de Leinster, membre du conseil d'administration, a insisté pour que la nouvelle voie navigable passe dans sa ville locale de Maynooth. Les constructeurs ont dû s'écarter de l'itinéraire prévu et ont dû réaliser un « fonçage profond » entre Blanchardstown et Clonsilla.
Le détournement a également nécessité la construction de l'aqueduc Ryewater, à Leixlip.

### Fonctionnement
Le tarif original de 1796, de Dublin à Kilcock, était beaucoup moins cher que la diligence.
Dans les années 1830, le canal transportait 80 000 tonnes de fret et 40 000 passagers par an.

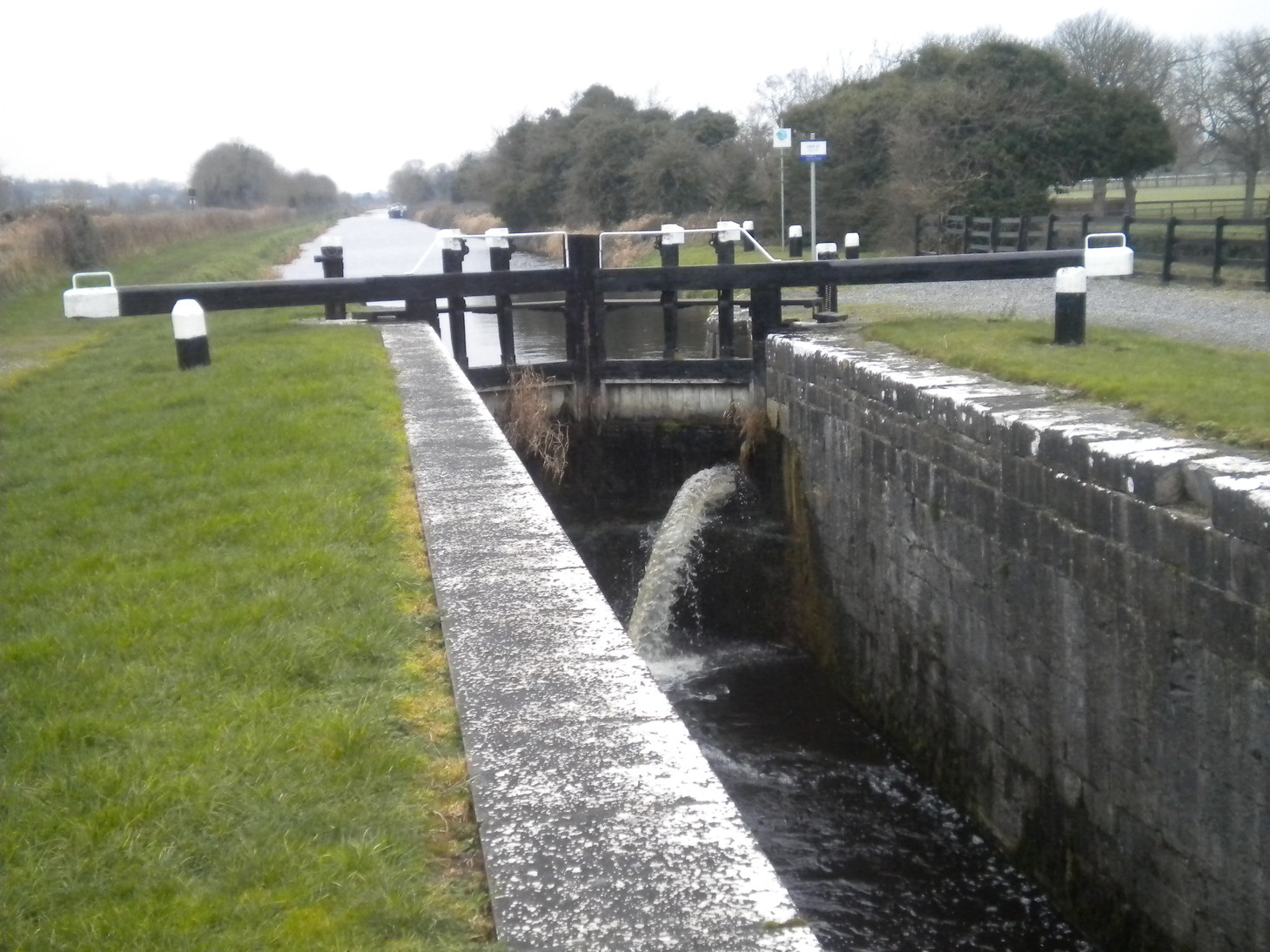
L'écluse de Ferns.

 En 1843, alors qu'il marchait avec sa femme le long du Canal Royal, Sir William Rowan Hamilton  a réalisé la formule des quaternions et a gravé ses premières pensées dans une pierre sur le Broom Bridge au-dessus du canal. 

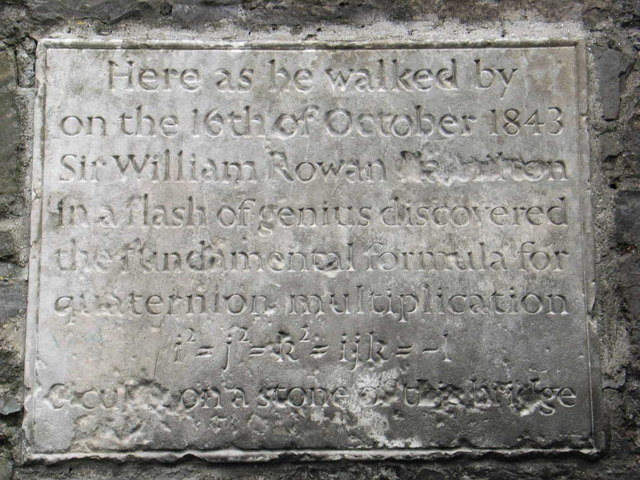
Plaque commémorative de la naissance des quaternions sur le pont de Broom (Dublin).
Ici, le 16 octobre 1843, alors qu'il se promenait, Sir William Rowan Hamilton découvrit dans un éclair de génie la formule fondamentale sur la multiplication des quaternions
i = j = k = ijk = –1
et la grava sur une pierre du pont.

L'Hamilton Walk, marche annuelle, commémore cet événement. 
En 1845, le canal a été acheté par la Midland Great Western Railway Company. Il est alors envisagé de drainer le canal et de construire une nouvelle voie ferrée sur son lit. Il est finalement décidé de construire la voie ferrée à côté du canal. Les deux vont côte à côte de Dublin à Mullingar.
En mai 1847, pendant la Grande Famine, les locataires du Major Denis Mahon (officier de l'armée britannique), quittent son Strokestown Park, domaine dans le comté de Roscommon. Les locataires, qui deviendront connus localement sous le nom de "Missing 1490", s'étaient vu offrir le choix entre l'émigration avec passage assisté, la famine dans leurs fermes de pommes de terre flétries ou une place dans l'hospice local. Affaiblis par la famine, les 1 490 ont marché pendant des jours le long des chemins de halage du Canal Royal jusqu'à Dublin, où ils ont été mis sur des bateaux à destination de Liverpool, et de là ont voyagé jusqu'à Grosse Île, Québec, sur quatre « navires-cercueils » - des cargos qui étaient également, ironiquement, chargés de céréales en provenance d'Irlande, [citation nécessaire] et « ne convenaient pas » aux passagers. On estime que la moitié des émigrants sont morts avant d'atteindre Grosse-Île. Ce fut le plus grand exode complet de locataires pendant la famine. Mahon a été assassiné en novembre 1847, après que des nouvelles soient parvenues à Roscommon sur le sort de ses anciens locataires. Une promenade annuelle sur les berges du canal commémore ces événements.
L'arrivée des chemins de fer a progressivement concurrencé les activités du canal. Dans les années 1880, le tonnage annuel est tombé à environ 30 000 tonnes et le trafic de passagers a pratiquement disparu.
Le canal a connu une brève résurrection pendant la Seconde Guerre mondiale : les chevaux et les péniches sont revenus. La CIÉ a repris le canal en 1944. Avec le retour du trafic ferroviaire et routier, le canal est tombé en désuétude. 
En 1974, des volontaires de l'Inland Waterways Association of Ireland ont formé le Royal Canal Amenity Group, pour sauver le canal. En 1990, 74 kilomètres de canal, de la 12e écluse de Blanchardstown à Mullingar, étaient à nouveau ouverts à la navigation. En 2000, le canal a été repris par Waterways Ireland, un organisme transfrontalier chargé d'administrer la navigation intérieure irlandaise. Le 1er octobre 2010, toute la longueur du canal a été officiellement rouverte.

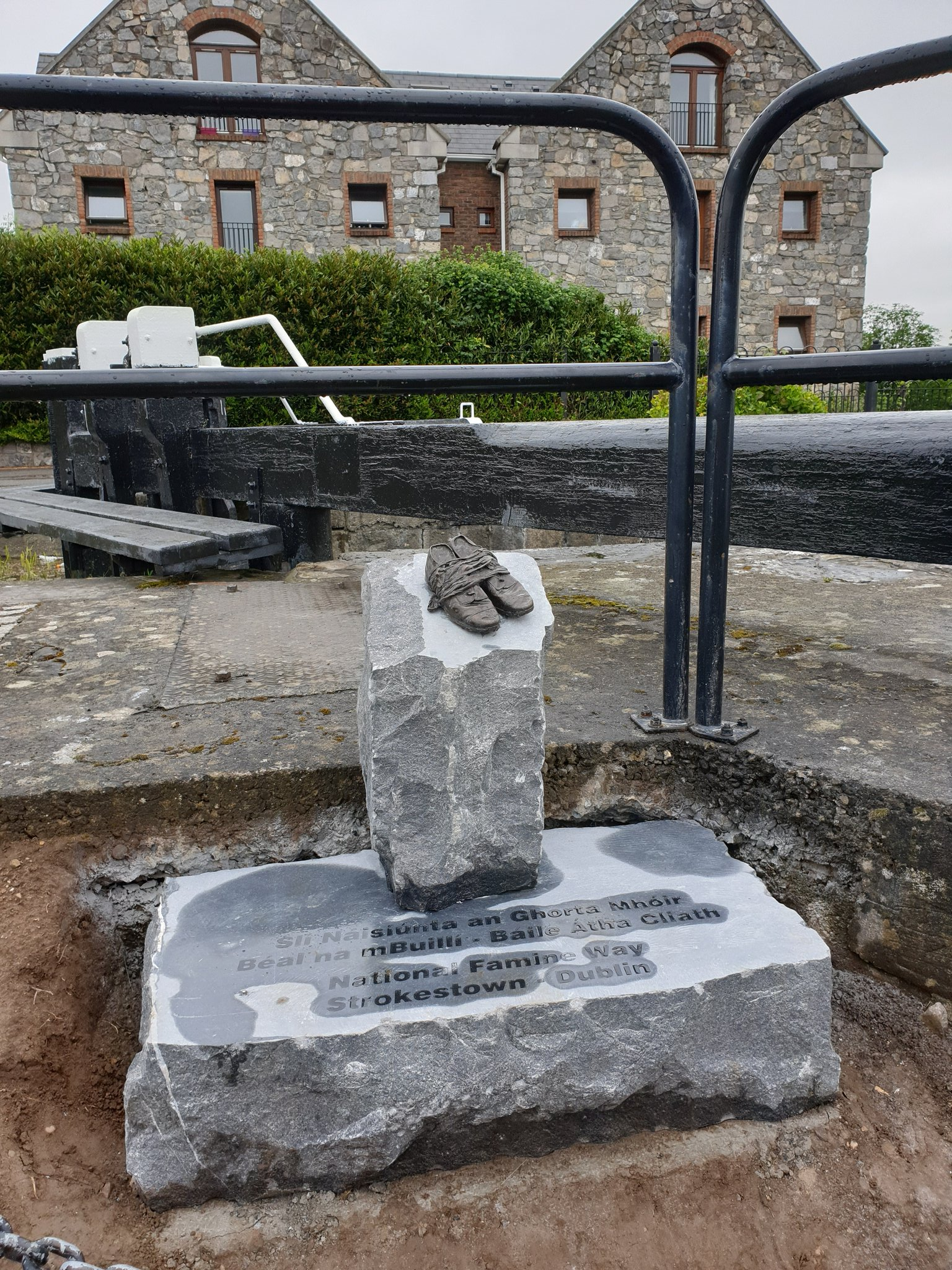
Mémorial de la route de la Famine, 12è écluse.

## Gestion
Depuis le début du XIXe siècle, le canal a été entretenu par huit agences successives : la Royal Canal Company, les Commissioners of Inland Navigation, la New Royal Canal Company, Midland Great Western Railway Company, Great Southern Railways, CIÉ, (à partir de 1986) l'Office of Public Works et Waterways Ireland. À noter la restauration et l'entretien par les bénévoles du Royal Canal Amenity Group.

## Itinéraire
Le canal traverse Maynooth, Kilcock, Enfield, Longwood, Mullingar et Ballymahon a un éperon à Longford. La longueur totale de la navigation principale est de 145 km, le système dispose de 46 écluses. L'alimentation principale (de Lough Owel) entre dans le canal à Mullingar.

### Liaisons de transport
Le Royal Canal devait à l'origine se terminer à Dublin à Broadstone, pour desservir le quartier de résidence alors à la mode, ainsi que King's Inns et les marchés voisins, mais il a été prolongé de sorte que maintenant, à l'extrémité de Dublin, le canal atteint la Liffey à travers une large séquence de quais et d'écluses à Spencer Dock, avec une dernière écluse pour gérer l'accès à la rivière et à la mer.
La ligne de chemin de fer Dublin – Mullingar a été construite le long du canal sur une grande partie de sa longueur. Le tracé sinueux du canal a entraîné de nombreuses courbes de limitation de vitesse sur la voie ferrée. Le canal a été acheté par le Midland Great Western Railway pour fournir une voie vers l'ouest de l'Irlande. Le plan initial étant de supprimer le canal et de construire le chemin de fer le long de son lit.
Le canal traverse l'un des principaux carrefours de l'autoroute M50 où elle croise la route N3, grâce un aqueduc construit spécialement.

## Époque actuelle
Aujourd'hui, Waterways Ireland gère le canal. C'est sous sa direction, en association avec le Royal Canal Amenity Group, que le Royal Canal a été officiellement rouvert de Dublin au Shannon le 2 octobre 2010.
Des points d'accès existent actuellement près de Leixlip et à Maynooth,  Enfield, Thomastown, Mullingar, Ballinea Bridge et Ballynacargy.
En 2006, une borne commémorative a été érigée à Piper's Boreen, Mullingar, pour marquer les 200 ans passés depuis que le canal a atteint Mullingar, en 1806.

## Royal Canal Way

Carte de l'EuroVelo2, la route des capitales.

Le Royal Canal Way est un  sentier de grande longueur de 144 km qui suit le chemin de halage du canal de Ashton à Cloondara, comté de Longford.
Il est classé Sentier balisé national par le National Trails Office de l'Irish Sports Council, géré par Waterways Ireland.
En 2015, le conseil municipal de Dublin a commencé à étendre la piste cyclable et pédestre le long du canal royal d'Ashtown à Sheriff Street Upper. Le Royal Canal se connecte à la Westmeath Way à l'ouest de Mullingar et formera éventuellement l'extrémité est du Dublin-Galway Greenway, la dernière partie de l'EuroVelo Route 2, une piste cyclable de Moscou à travers l'Europe, à Galway,,,.
Le Royal Canal Greenway est la partie englobant le Royal Canal Way entre Maynooth et Cloondara, avec un embranchement vers Longford. Il a été lancé en mars 2021,.

## Culture populaire

### The Auld Triangle
Le Canal Royal a été immortalisé par les vers de Brendan Behan dans le poème The Auld Triangle. 
Un monument représentant Behan assis sur un banc a été érigé sur la rive du canal à Binn's Bridge à Drumcondra en 2004.
Il porte les inscriptions :
And the auld triangle went jingle jangle,
All along the banks of the Royal Canal.

## Superstition
Les bateliers du canal royal pensaient que la 13e écluse de Deey Bridge, entre Leixlip et Maynooth, était hantée. Ce conte est devenu le sujet d'un poème de Arthur Griffith, The Spooks of the Thirteenth Lock, qui à son tour a inspiré le nom du groupe The Spook of the Thirteenth Lock.

## Les écluses, de Liffey au Shannon

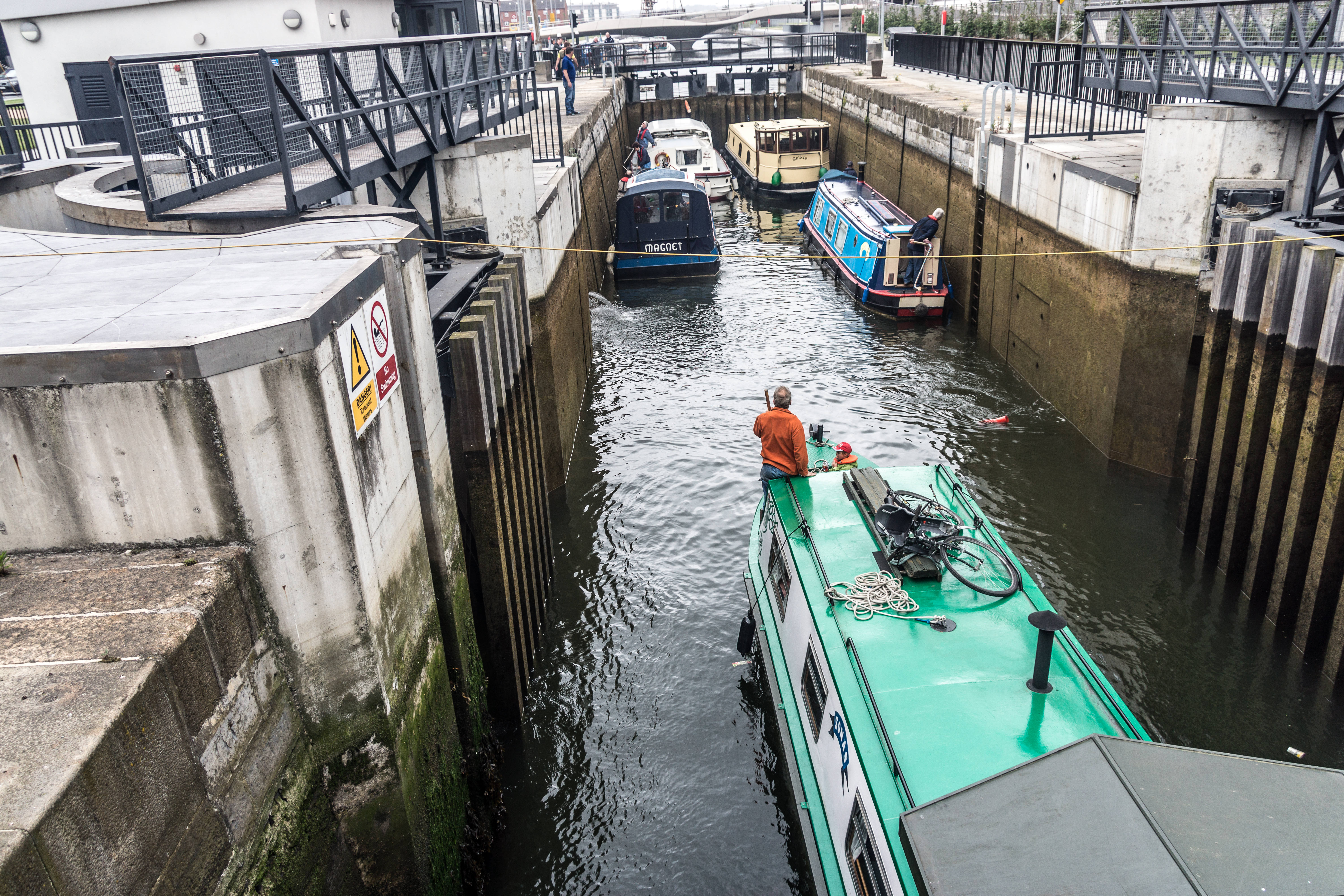
1re écluse.
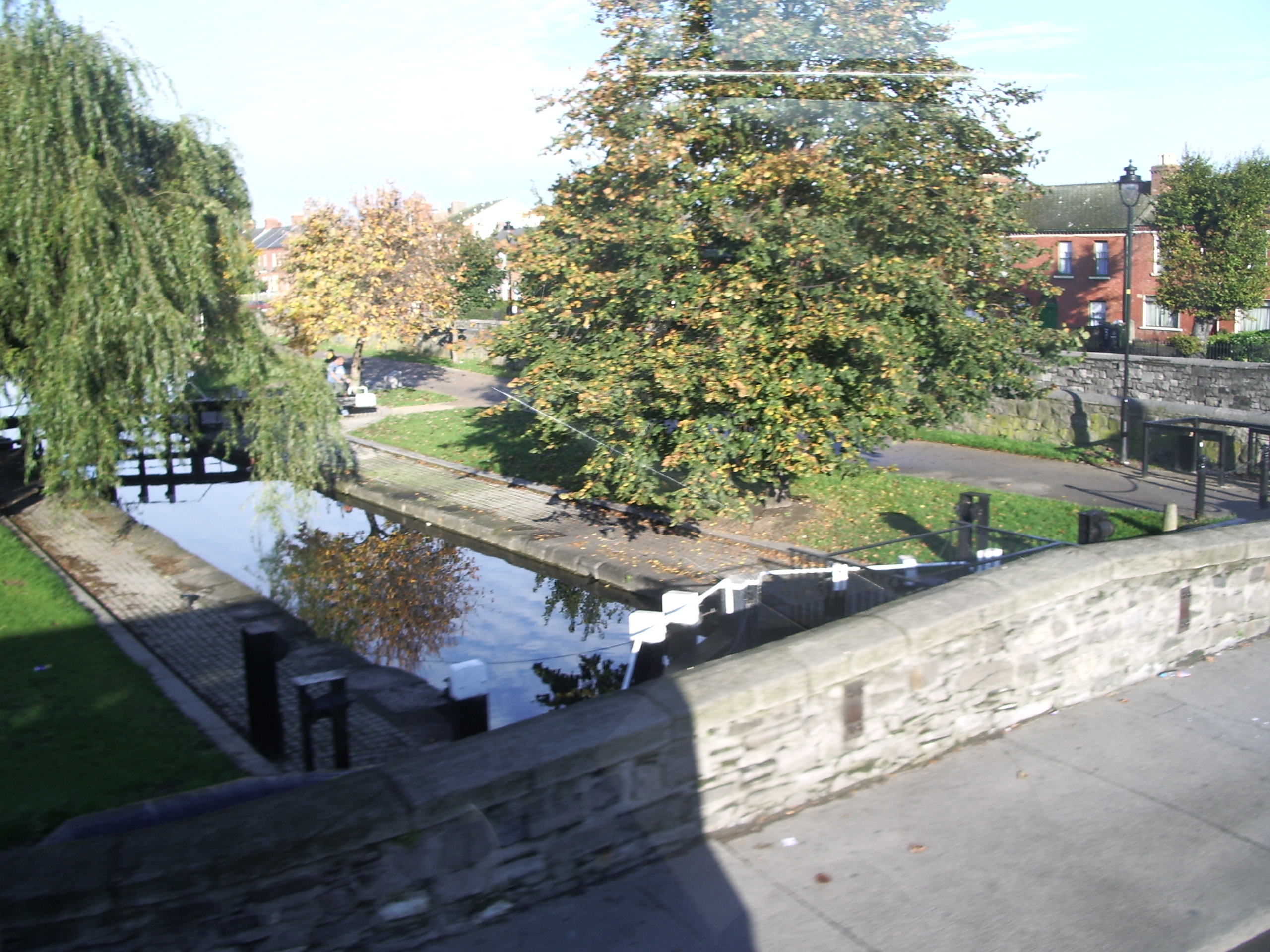
2e écluse.
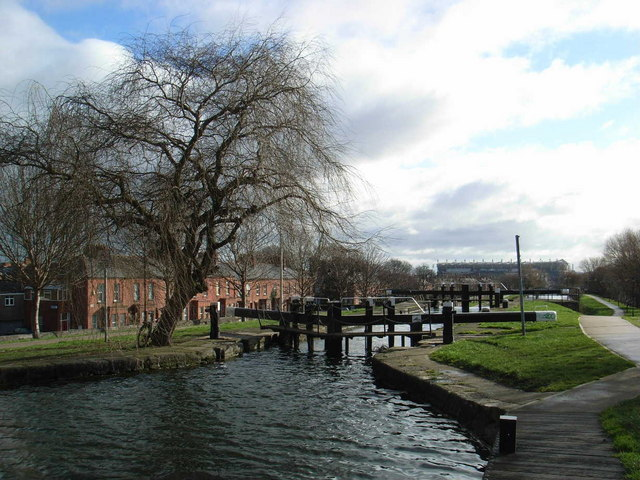
4e écluse.
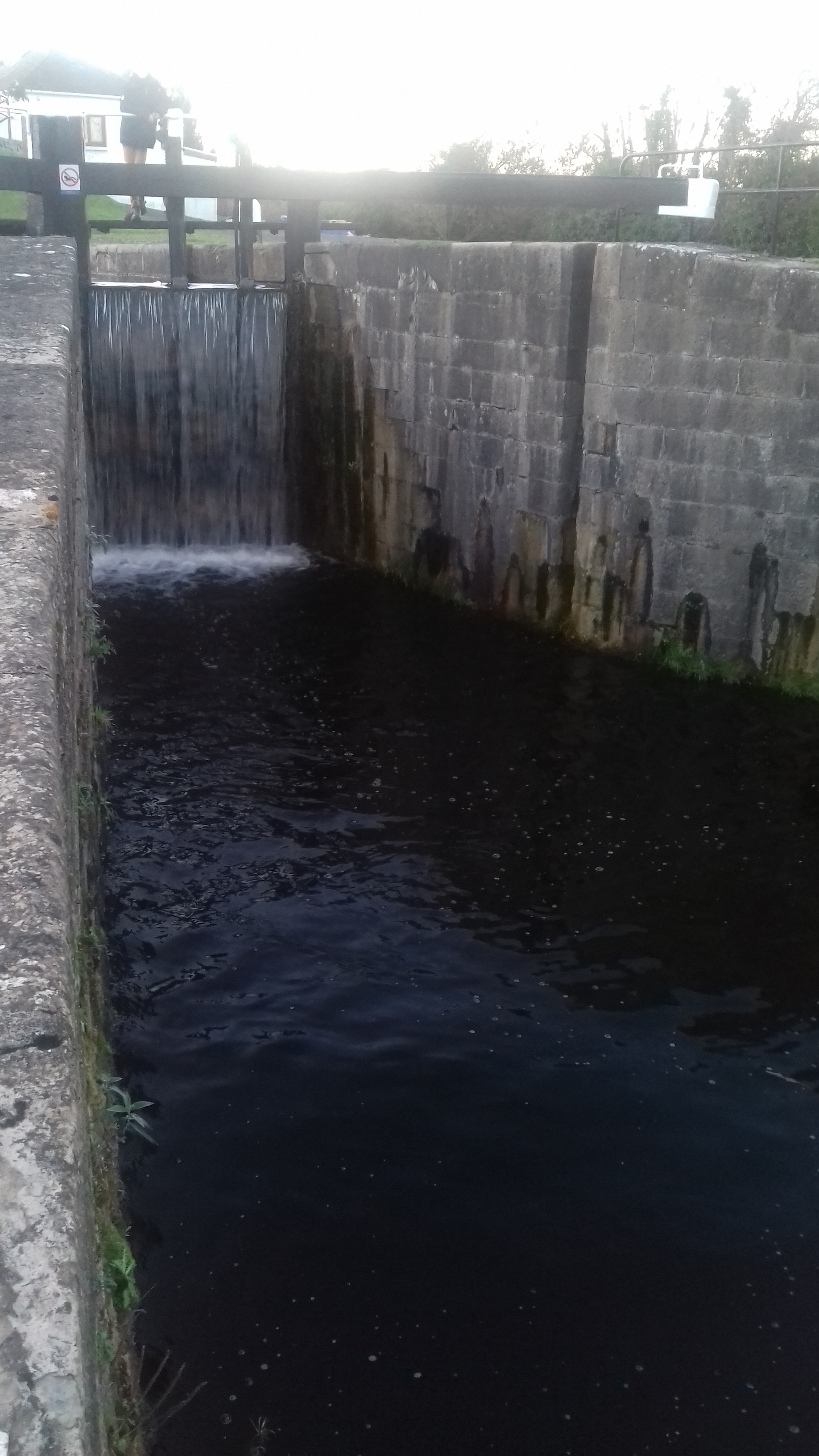
11e écluse.
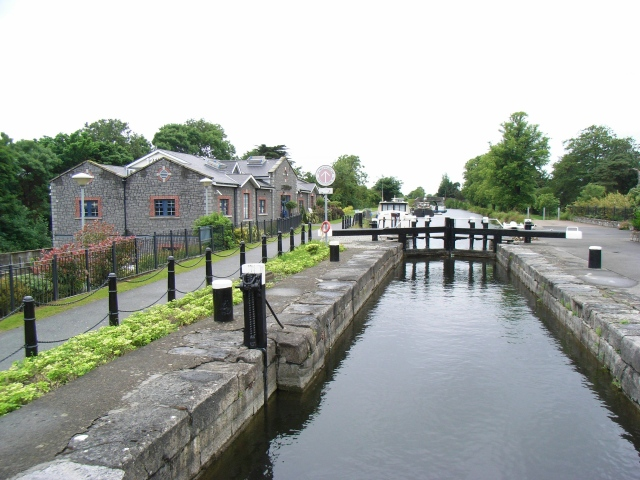
12e écluse.
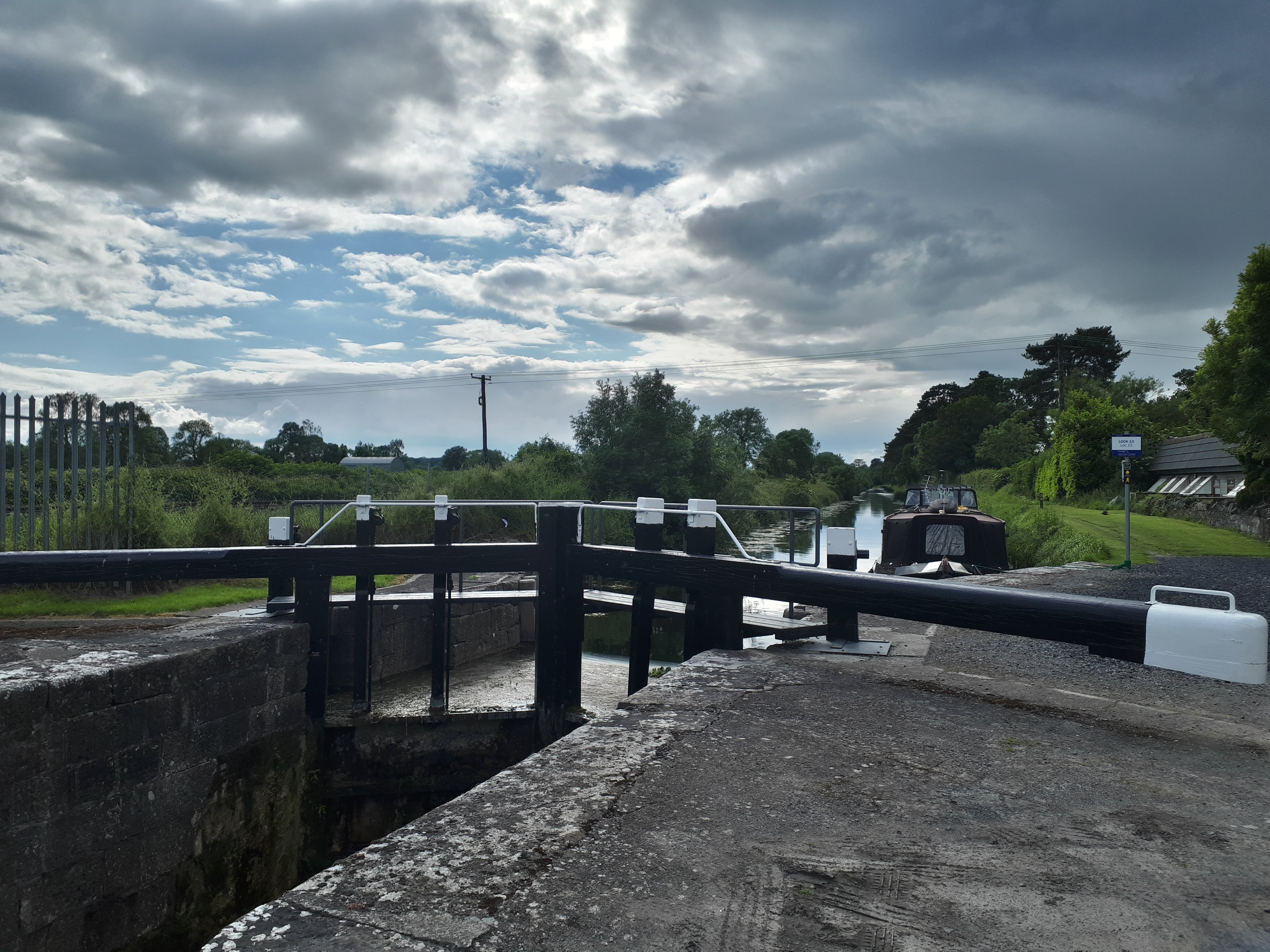
13e écluse.
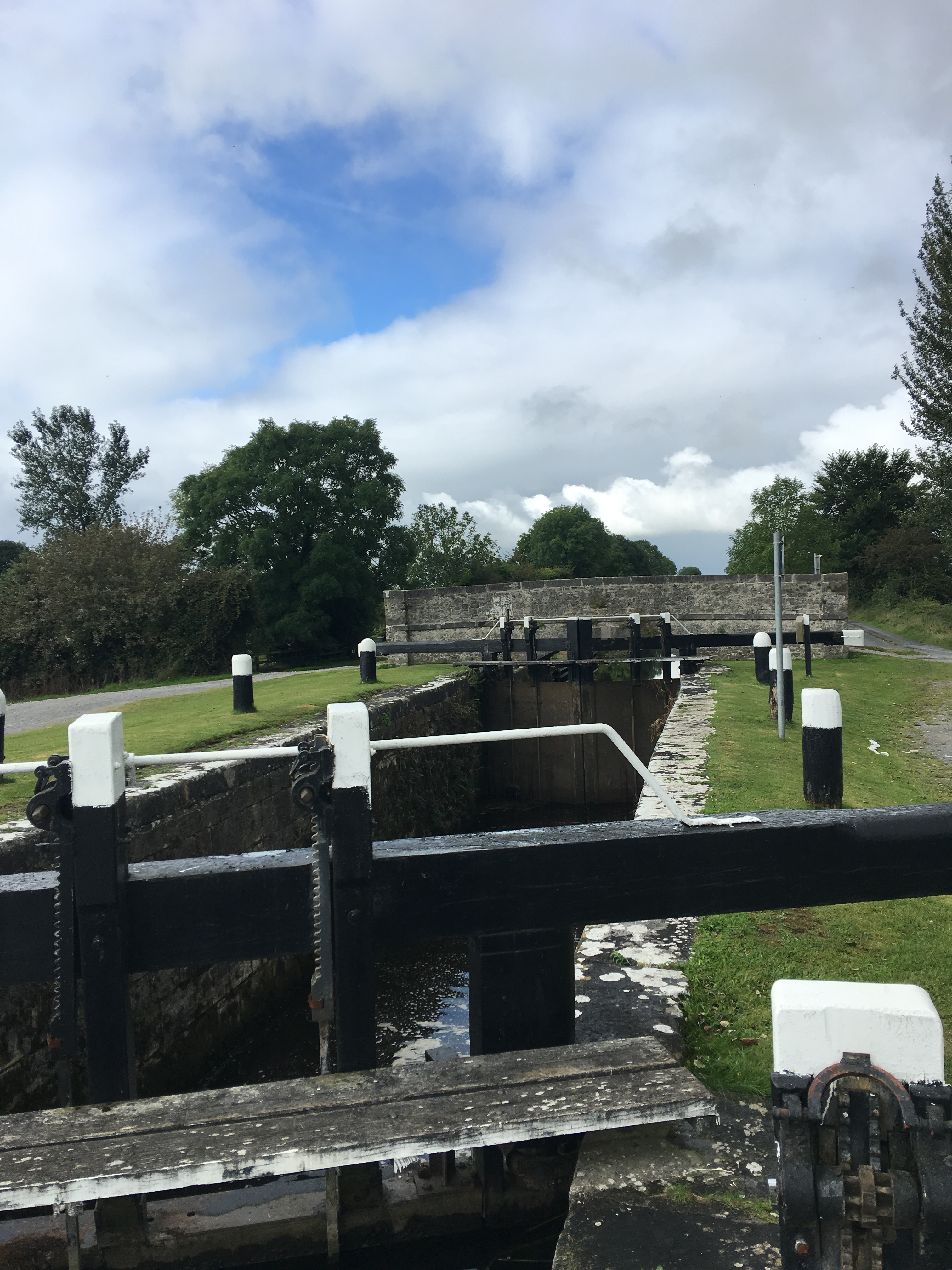
22e écluse.
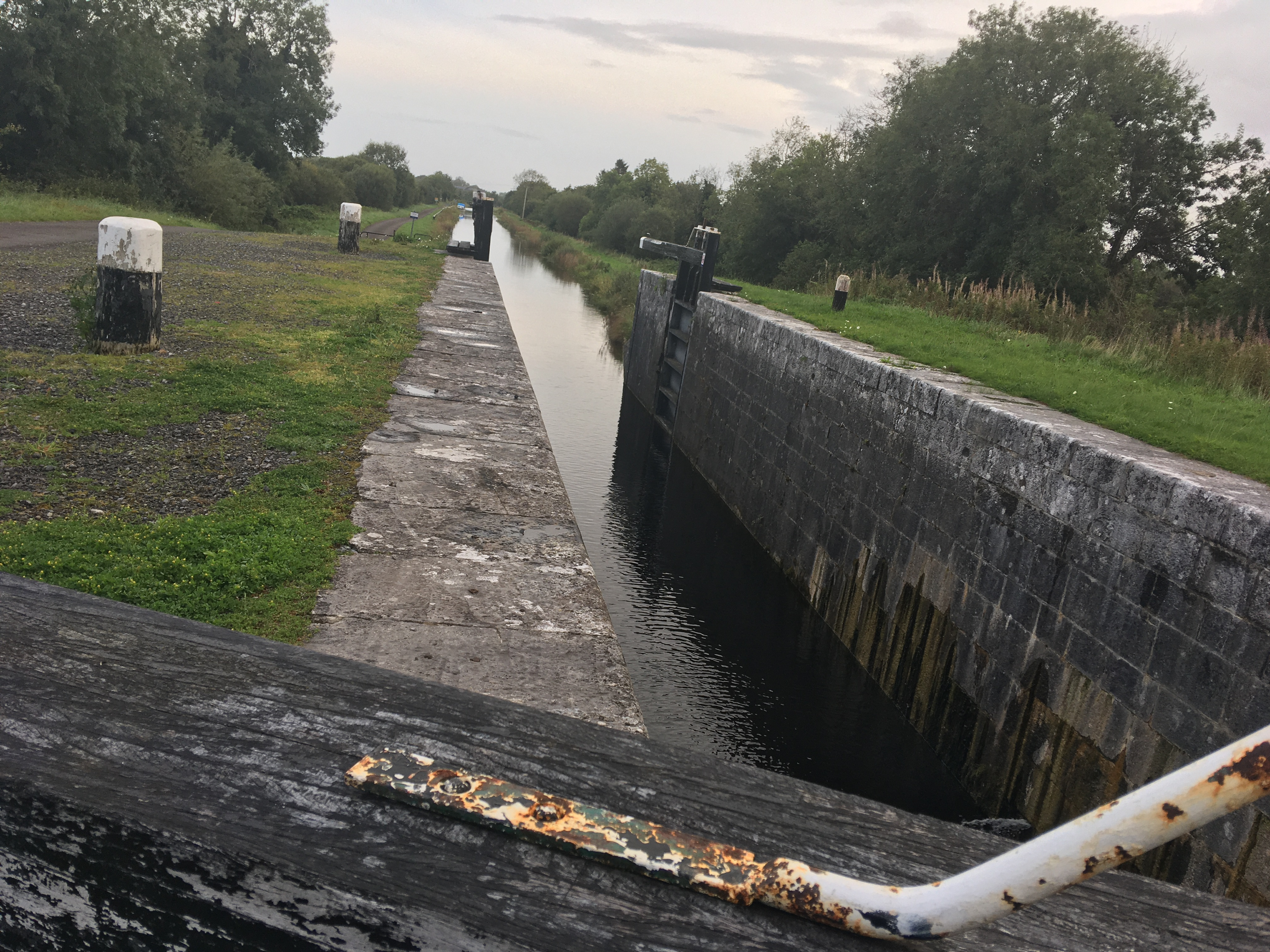
44e écluse.
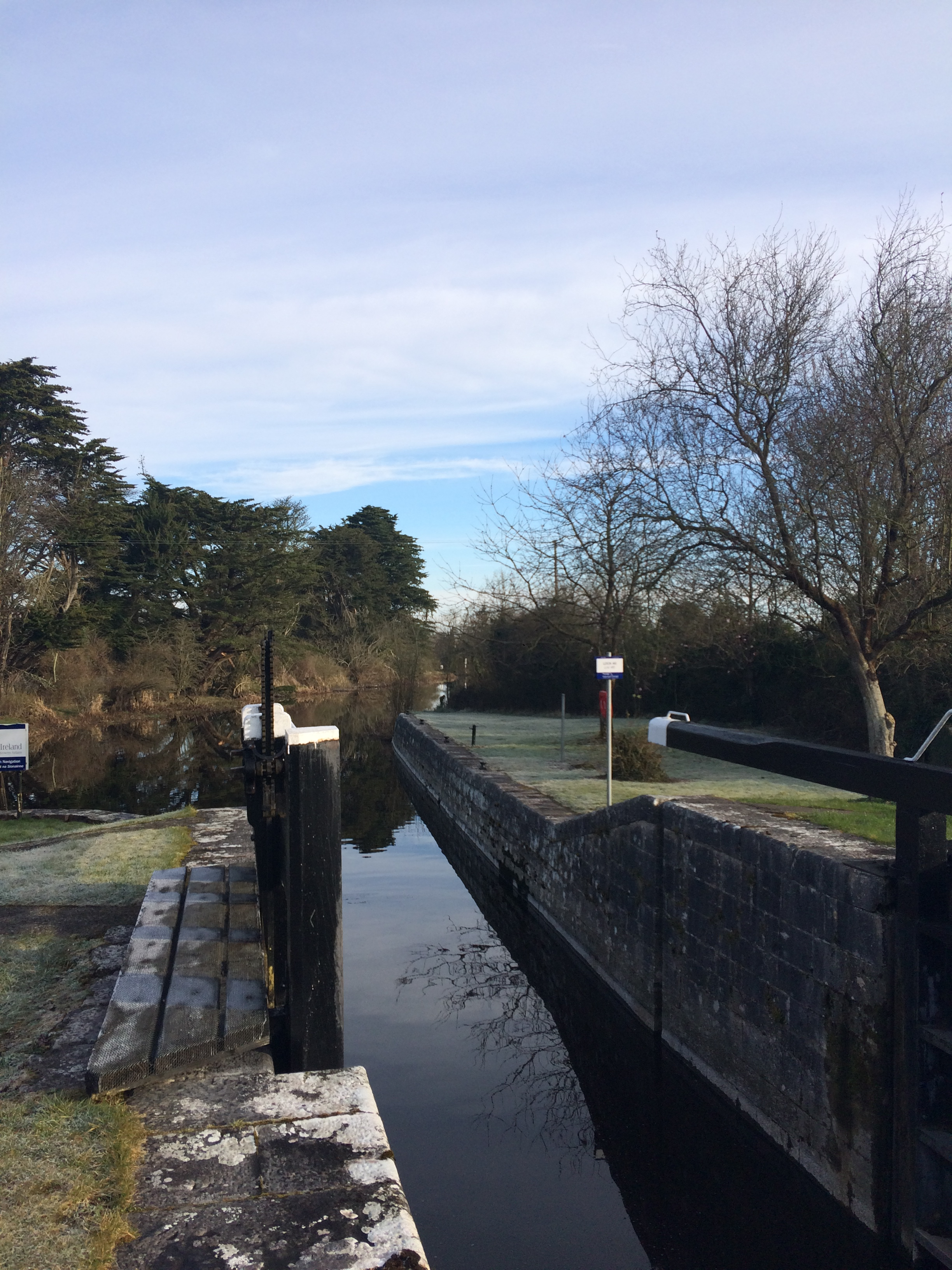
46e écluse.
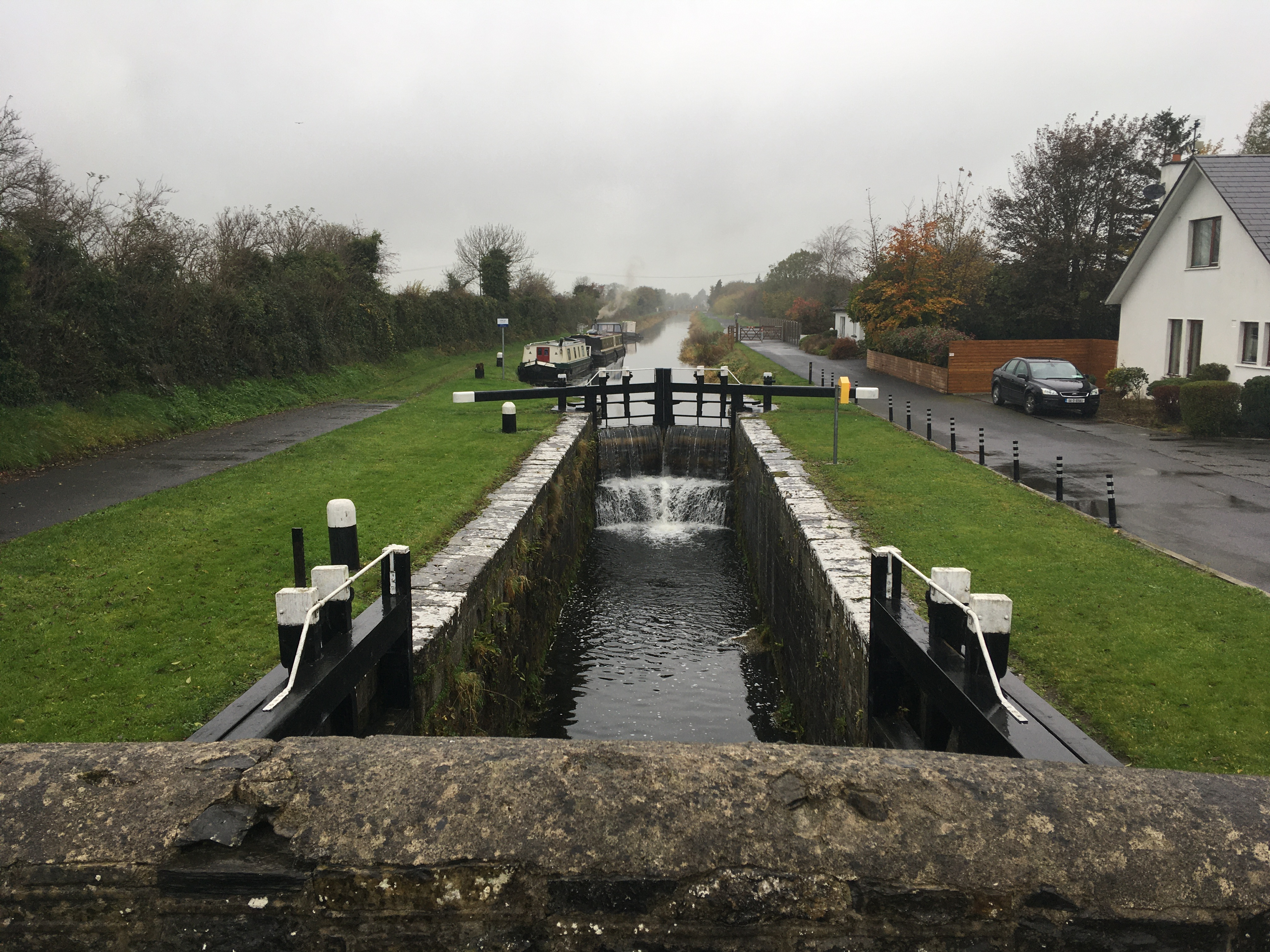
Chambers bridge et son écluse.
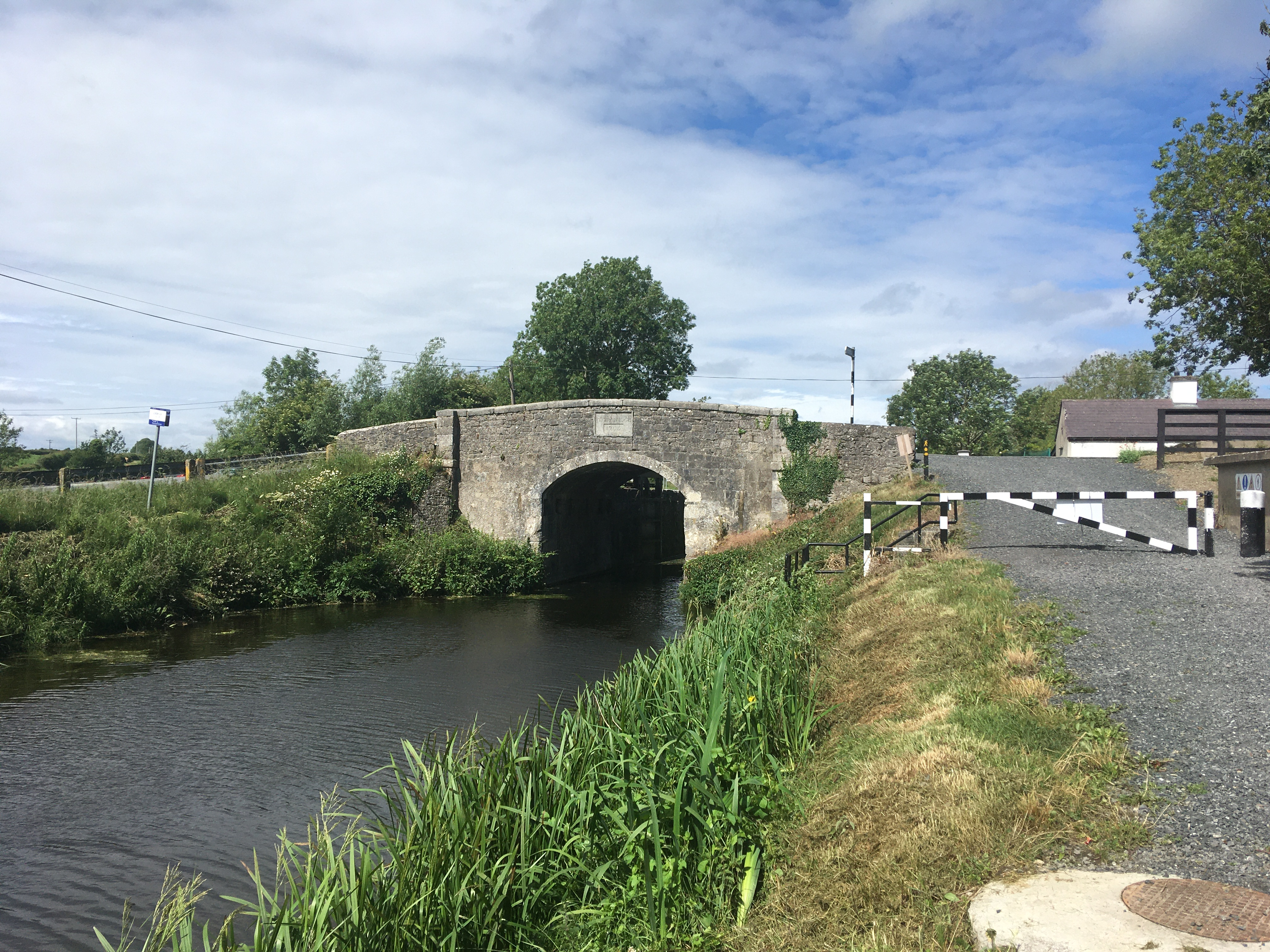
Digby bridge et son écluse.